# Mariya Orlova
Mariya Serguéyevna Orlova –en ruso, Мария Сергеевна Орлова– (Leningrado, 14 de abril de 1988) es una deportista rusa que compitió en skeleton.
Ganó una medalla de bronce en el Campeonato Mundial de Skeleton de 2015. En el Campeonato Europeo de Skeleton de 2013 ganó la medalla de plata, pero posteriormente fue descalificada por utilizar unas cuchilas no homologadas.

## Palmarés internacional
| Campeonato Mundial | Campeonato Mundial    | Campeonato Mundial | Campeonato Mundial |
| Año                | Lugar                 | Medalla            | Prueba             |
| ------------------ | --------------------- | ------------------ | ------------------ |
| 2015               | Winterberg (Alemania) | Medalla de bronce  | Equipo mixto       |
| Campeonato Europeo |                       |                    |                    |
| Año                | Lugar                 | Medalla            | Prueba             |
| 2013               | Igls (Austria)        | DSC                | Individual         |